# رناتو د سانزوان
رناتو د سانزوان (انگلیسی: Renato De Sanzuane; ۵ مارس ۱۹۲۵ – ۲۳ ژوئن ۱۹۸۶) شناگر، و بازیکن واترپلو اهل ایتالیا بود.